# Grimminghütte
Die Grimminghütte ist eine Schutzhütte der Naturfreunde Österreich (NFÖ) im Dachsteingebirge im österreichischen Bundesland Steiermark. Sie liegt unterhalb der Südostabstürze des gleichnamigen Gebirgsstocks.

## Lage und Umgebung
Die Grimminghütte steht auf 966 m ü. A. gut 300 Meter über dem Ennstal bei Niederstuttern. Der Standort liegt am Südwesthang des Tressensteins (1196 m), des östlichsten Gipfels des Grimmingmassivs sowie des gesamten Dachsteingebirges, nicht zu verwechseln mit dem gleichnamigen und etwa gleich hohen Berg im Ausseerland. Das Waldgebiet oberhalb der Hütte heißt Hochaignerau und wird in der ÖK schlicht als Die Au bezeichnet. Direkt darüber fußen die unteren Felswände von Grimming und Multereck. Die Hütte ist aus dem Tal sowohl auf Wanderwegen von Niederstuttern und der Bahnhaltestelle in Trautenfels (vorbei am Schloss) als auch auf einer Forststraße erreichbar.

## Geschichte
In Folge der steigenden Nachfrage nach einem Stützpunkt am Grimming beschloss die Jahreshauptversammlung der Ortsgruppe Stainach der Naturfreunde Österreich im März 1949 den Bau einer Hütte:

„Je populärer die Touristik wird, umso mehr wird eine Unterkunftshütte im Gebiet des Grimming vermißt. Diesem Übelstand abzuhelfen und den vielen Touristen, die der herrliche Berg anlockt, eine Unterkunftsmöglichkeit bzw. einen Stützpunkt zu geben, ist die Ortsgruppe Stainach des Touristenvereines ‚Die Naturfreunde‘ bemüht, noch in diesem Jahr die Grimminghütte zu errichten.“

Nachdem bei der Bevölkerung per Flugblatt mit Hüttenstempel um Spenden geworben worden war, erfolgte am 12. April 1950 der Spatenstich. Am Bau beteiligten sich neben der TVN-Sektion Stainach die Ortsgruppen Admont, Lassing, Liezen, Rottenmann und Trieben. Während das Holz dank der lokalen Waldgenossenschaft vor Ort geschlägert werden durfte, mussten Sand und andere Baumaterialien mühsam herangetragen werden. Insgesamt wurden über 5000 freiwillige Arbeitsstunden geleistet. Am 14. Juli 1951 wurde die Grimminghütte im Beisein von fast 1000 Besuchern, darunter zwei Nationalräte, feierlich eröffnet.
1968 wurde die Hütte erstmals aufwendig modernisiert. Eine Gaslichtanlage ersetzte Kerzenlicht und Petroleumlampen, moderne Sanitäreinrichtungen machten eine neue Quellfassung mit Wasserbehälter und Pumpe erforderlich. Außerdem wurde der Forstweg von Niederstuttern verlängert und dem Hüttenwirt so eine Zufahrtsmöglichkeit geschaffen.

## Tourismus

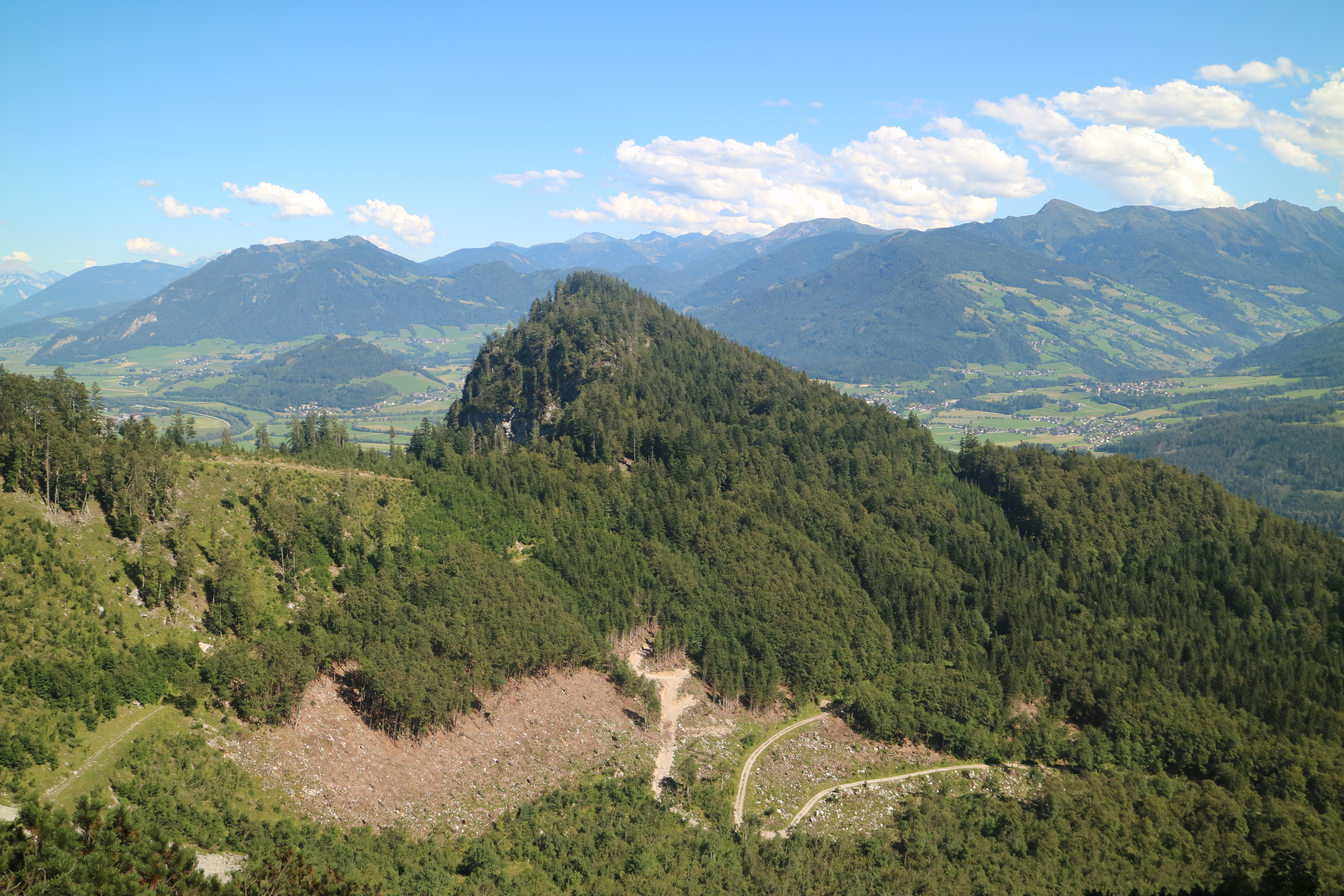
Tressenstein und Hochaignerau oberhalb der Hütte

Die Grimminghütte ist bis heute die einzige Schutzhütte am Grimming und dient als wichtiger Stützpunkt für Wanderer und Kletterer. Aufgrund der niedrigen Seehöhe sind Gipfelbesteigungen selbst bei einer Hüttennächtigung mit großem Zeit- und Kraftaufwand verbunden und sollten nicht unterschätzt werden. Die Hütte ist Veranstaltungsort jährlicher Bergfeste.

### Zugang zur Hütte
- von Niederstuttern (649 m): 1 Stunde
- von Trautenfels (645 m): 1 Stunde
- von Untergrimming (656 m): 1 Stunde

### Tourenziele
- Grimming (2351 m)
  - Normalweg über Multereck (Klettersteig A/B): 4 Stunden
  - Südostgrat (UIAA II): 3½ Stunden
- Tressenstein (1196 m): 1 Stunde
- Espang über Grimmingtor: 4 Stunden
- Tauplitz (über Grimming): 7–8 Stunden